# وینتورپ، ناتینگهام‌شر
وینتورپ (به انگلیسی: Winthorpe) یک روستا و محله مدنی در بریتانیا است که در نیوارک و شروود واقع شده‌است. وینتورپ ۶۵۰ نفر جمعیت دارد.